# Майкъл Мур
 Майкъл Франсис Мур (на английски: Michael Francis Moore, произнасяно /ˈmaɪkəl mɔɹ/, Майкъл Мор) е американски продуцент и режисьор на документални филми с остра социална и политическа сатира. Едни от най-известните от тях са „Боулинг за Колумбайн“ (Bowling for Columbine), Фаренхайт 9/11 (Fahrenheit 9/11), „Сико“ (Sicko) и „Капитализъм: Любовна история“ (Capitalism: A Love Story). В тях Мур критично разглежда редица феномени, сред които глобализацията, поведението на големите корпорации, притежанието на огнестрелни оръжия, войната в Ирак, Джордж Уокър Буш, американската здравноосигурителна система и недемократичните ефекти на капитализма. През 2005 г. сп. „Тайм“ го включва с класация на стоте най-влиятелни личности в света.

## Биография
Мур е роден във Флинт, Мичиган и израства в Дейвидсън, предградие на Флинт, с родители Вероника, секретарка, и Франк Мур, работник в автомобилна линия. В това време, много от работниците от General Motors са живели във Флинт, където работели неговите родители и дядо. Мур описва родителите си като „Ирландски католически демократи, прости либерални добри хора.“
През 2008 г. Мур се премества от Ню Йорк в родния си щат Мичиган. Носител е на Оскар, Сезар, Златна палма и ред други филмови награди.